# Topsy-Turvy
Topsy-Turvy is een Britse muziekfilm uit 1999 onder regie van Mike Leigh.

## Verhaal
De componisten Gilbert en Sullivan hebben weinig succes met hun laatste productie. Sullivan wil ernstiger muziek gaan componeren, maar hij staat nog onder contract om een operette te schrijven met Gilbert. Tijdens een bezoek aan een tentoonstelling over Japan doet hij inspiratie op voor The Mikado, een van hun populairste werken.

## Rolverdeling
| Acteur             | Personage          |
| ------------------ | ------------------ |
| Allan Corduner     | Arthur Sullivan    |
| Dexter Fletcher    | Louis              |
| Sukie Smith        | Clothilde          |
| Roger Heathcott    | Portier            |
| Wendy Nottingham   | Helen Lenoir       |
| Stefan Bednarczyk  | Frank Cellier      |
| Geoffrey Hutchings | Wapensmid          |
| Timothy Spall      | Richard Temple     |
| Francis Lee        | Butt               |
| William Neenan     | Cook               |
| Adam Searle        | Shrimp             |
| Martin Savage      | George Grossmith   |
| Jim Broadbent      | William S. Gilbert |
| Lesley Manville    | Lucy Gilbert       |
| Kate Doherty       | Mevrouw Judd       |